# Atp magazin
atp magazin ist eine 1959 gegründete deutschsprachige Fachzeitschrift mit den Schwerpunkten Messtechnik, Steuerungstechnik, Regelungstechnik, Prozessleittechnik, Informationstechnik und Mensch-Maschine-Kommunikation.
atp referiert den Stand der Technik und schlägt dabei den Bogen von der Wissenschaft zur Praxis. Damit richtet sie sich an technische Führungskräfte, Entscheider und Key Experts bei Herstellern und Anwendern sowie Wissenschaftler und Studierende der Automatisierungstechnik.
Im atp magazin gibt einen Magazin-Teil mit technischen Artikeln und einen Teil mit wissenschaftlichen Hauptbeiträgen, die einen Peer-Review-Prozess durchlaufen, durch den die wissenschaftliche Qualität sichergestellt wird.
atp magazin ist ein Organ der GMA (VDI/VDE-Gesellschaft Mess- und Automatisierungstechnik) und der NAMUR (Interessengemeinschaft Automatisierungstechnik der Prozessindustrie). Die Zeitschrift wird vom Vulkan-Verlag publiziert und erscheint monatlich. Zurzeit hat sie einen Umfang von etwa 100 Seiten.

## Historie
Ursprünglich hieß die Zeitschrift rtp – Regelungstechnische Praxis. Der Titel wurde im Jahr 1985 zu atp – Automatisierungstechnische Praxis geändert, um dem inzwischen verbreiterten Spektrum an Inhaltsthemen gerecht zu werden. 2010 wurde die Zeitschrift im Rahmen eines Relaunch erneuert und firmierte als atp edition. Dieses Konzept wurde 2012 mit dem Award Fachmedium des Jahres 2012 in der Kategorie Konstruktion / Produktion / Industrie ausgezeichnet.
Seit 2018 heißt die Zeitschrift atp magazin und ist Teil des Ökosystems atpinfo, in dem mindestens wöchentlich News zum Thema Automatisierungstechnik erscheinen.